# Paratriarius elongata
Paratriarius elongata là một loài bọ cánh cứng trong họ Chrysomelidae. Loài này được Duvivier miêu tả khoa học năm 1887.